# 基底 (地质)
在地質學中，基底（Basement）和結晶基底（Crystalline basement）是代表在沉積地台以下，或者更廣泛地指沉積岩或沉積盆地下方被覆蓋的火成岩或變質岩基岩。同樣地，在基底上方的沉積物或沉積岩則被稱為「沉積蓋層」。

## 用法
歐洲地質學界討論的結果，基底這個術語一般用於年代早於华力西造山运动之前的岩石。基底以上是二疊紀蒸發岩和中生代石灰岩沉積。蒸發岩形成了一個強度較弱的區域，因此讓覆蓋在蒸發岩上方強度較高的石灰岩可以在堅硬的基底岩盤上移動，使基底和其上方的沉積岩差異更加明顯。
在安地斯山脈地區，基底岩盤是指元古宙、古生代和早中生代（三疊紀到侏儸紀）的岩石，以及沿著南美洲板塊西緣隱沒帶開始處發展的一系列晚中生代和新生代岩石。
在墨西哥的跨墨西哥火山帶，基底岩盤包含了元古宙、古生代和中生代岩石。而這三段不同年代的地体分別被稱為 Oaxaquia、Mixteco 和 Guerrero。
基底這個術語大多用於地質學分支中的盆地地質學、沉積學和石油地質學。而大多形成於前寒武紀的結晶基底因為石油和天然氣蘊藏量少，大多數地質學家對這類岩石較不感興趣。

## 延伸閱讀
- Parker, Sybil P. (Ed.). 1997. McGraw-Hill Dictionary of Geology and Mineralogy. New York: McGraw-Hill.
- Bates, Robert L. and Julia A. Jackson (Eds.) 1994. Dictionary of Geological Terms. American Geological Institute. New York: Anchor Books, Doubleday Dell Publishing.
- Ben A. Van Der Pluijm (Editor), 1996, Basement and Basins of Eastern North America, Special Paper Geological Society of America ISBN 978-0-8137-2308-2